# Oumar Sissoko
Oumar Sissoko (Montreuil, Francia, 13 de septiembre de 1987) es un futbolista francés de origen maliense. Juega de portero en el Fréjus Saint-Raphaël del Championnat National 2.

## Biografía
Su hermano Mohamed Sissoko también es futbolista.

## Selección nacional
Ha sido internacional con la selección de Malí en 26 ocasiones.

## Clubes
| Club                 | País    | Año       |
| -------------------- | ------- | --------- |
| FC Metz              | Francia | 2006-2012 |
| AC Ajaccio           | Francia | 2012-2015 |
| US Orléans           | Francia | 2015-2017 |
| Le Havre             | Francia | 2017-2019 |
| Fréjus Saint-Raphaël | Francia | 2019-     |